# Libre empresa
Libre empresa es el término con el que se designa al concepto de empresa en la economía de mercado propia del sistema económico capitalista, y que se sustenta en la ética racionalista de la libertad individual. Según la teoría económica liberal es un concepto esencial para el teórico funcionamiento sin restricciones de un mercado libre de competencia perfecta, sin monopolios coercitivos ni distorsiones debidas al intervencionismo del Estado (quinto poder).
Con el nombre de libertad de empresa se designa también habitualmente al concepto de libertad económica, con rango constitucional en muchos países.

Se reconoce la libertad de empresa en el marco de la economía de mercado. Los poderes públicos garantizan y protegen su ejercicio y la defensa de la productividad, de acuerdo con las exigencias de la economía general y, en su caso, de la planificación.
Constitución española de 1978, artículo 38.

## Uso durante la Independencia de Estados Unidos
Históricamente fue un concepto que se pretendió establecer como el clima económico de los Estados Unidos de América en los años posteriores a su independencia, a través de disposiciones económicas presentes en las distintas constituciones estatales o la propia Constitución de los Estados Unidos, que asienta el principio liberal de la búsqueda de la felicidad (pursuit of happiness), en línea con la mano invisible de Adam Smith. Las empresas se considerarían entes privados cuya aparición o disolución dependerían de qué beneficios aportaran al público. El uso del término implícitamente comparaba la pretendida libre empresa americana con la del enemigo: percibida como fruto del capitalismo clientelar (crony capitalism) de un corrupto Imperio Británico. La bandera de los Estados Unidos tiene en su propia composición alguna referencia a ese hecho, al utilizar los hijos de la libertad un diseño de barras rojas y blancas de orientación opuesta a la bandera de la Compañía Británica de las Indias Orientales (que posteriormente se mezcló con las estrellas sobre fondo azul de la bandera de George Washington).

## Uso posterior
Posteriormente el término fue generalizado (incluso en Inglaterra) para designar al sistema capitalista de libre mercado; fundamentalmente para designar la empresa individual o empresa familiar típica de la primera fase de la Revolución industrial (segunda mitad del siglo XVIII y comienzos del siglo XIX) y al gran capitalismo característico de mediados del siglo XIX. Este se desarrolla a partir de empresas cuyo inmenso capital superaba la posibilidad de cualquier inversor privado y necesitaba del mecanismo de la inversión en bolsa por medio de la  sociedad anónima y las acciones. A finales del siglo XIX y comienzos del siglo XX (Segunda Revolución Industrial) el capitalismo entró en una fase presidida por la concentración de capital en empresas cada vez mayores (gran empresa) que adquirían una posición dominante en el mercado, desvirtuándolo, a través de distintas formas de concentración de capital (holding, trust, cártel) o de la forma más radical: el monopolio.
Permitir la actividad libre y sin restricciones de todo tipo de empresas, bajo el argumento de que restringir o intervenir en su actividad atentaría contra la libre empresa; o hacerlo bajo el argumento de proteger el mercado libre (distintas legislaciones antimonopolio), es uno de los debates clásicos del liberalismo económico que recientemente se ha expresado en el concepto capitalismo democrático.
Hay instituciones sin fines de lucro a nivel internacional que promueven estas ideas como el Instituto de Libre Empresa de Lima, Perú y el Atlas Network de Estados Unidos. El Círculo de Empresarios, que se creó en 1977, en plena Transición Española, es el abanderado de la libre empresa en España.

## Uso del término en otros contextos
- El MS Herald of Free Enterprise (Heraldo de la Libre Empresa) fue el nombre de un barco de pasajeros (ferry), hundido en 1987 en el Canal de la Mancha, con cientos de víctimas. También operaban en la misma línea (Dover-Calais) otros dos barcos idénticos: el MS Pride of Free Enterprise (Orgullo...) y el MS Spirit of Free Enterprise (Espíritu...).
- Free Enterprise (película), es una película de 1999, dirigida por Robert Meyer Burnett y protagonizada por William Shatner.